# Liste der Monuments historiques in Vaucogne
Die Liste der Monuments historiques in Vaucogne führt die Monuments historiques in der französischen Gemeinde Vaucogne auf.

## Liste der Objekte
| Bezeichnung                | Beschreibung                       | Standort                              | Kennzeichnung | Schutzstatus | Datum | Bild |
| -------------------------- | ---------------------------------- | ------------------------------------- | ------------- | ------------ | ----- | ---- |
| Kirchenfenster             | aus dem 16. Jahrhundert            | in der Kirche St-Antoine (Lage)       | PM10002744    | Classé       | 1897  |      |
| Kanzel                     | Holz, 18. Jahrhundert              | in der Kirche St-Antoine (Lage)       | PM10004789    | Inscrit      | 1981  |      |
| Skulptur Heiliger Antonius | Kalkstein, farbig gefasst, um 1500 | außen an der Kirche St-Antoine (Lage) | PM10004790    | Inscrit      | 1981  |      |